# Eikstraat

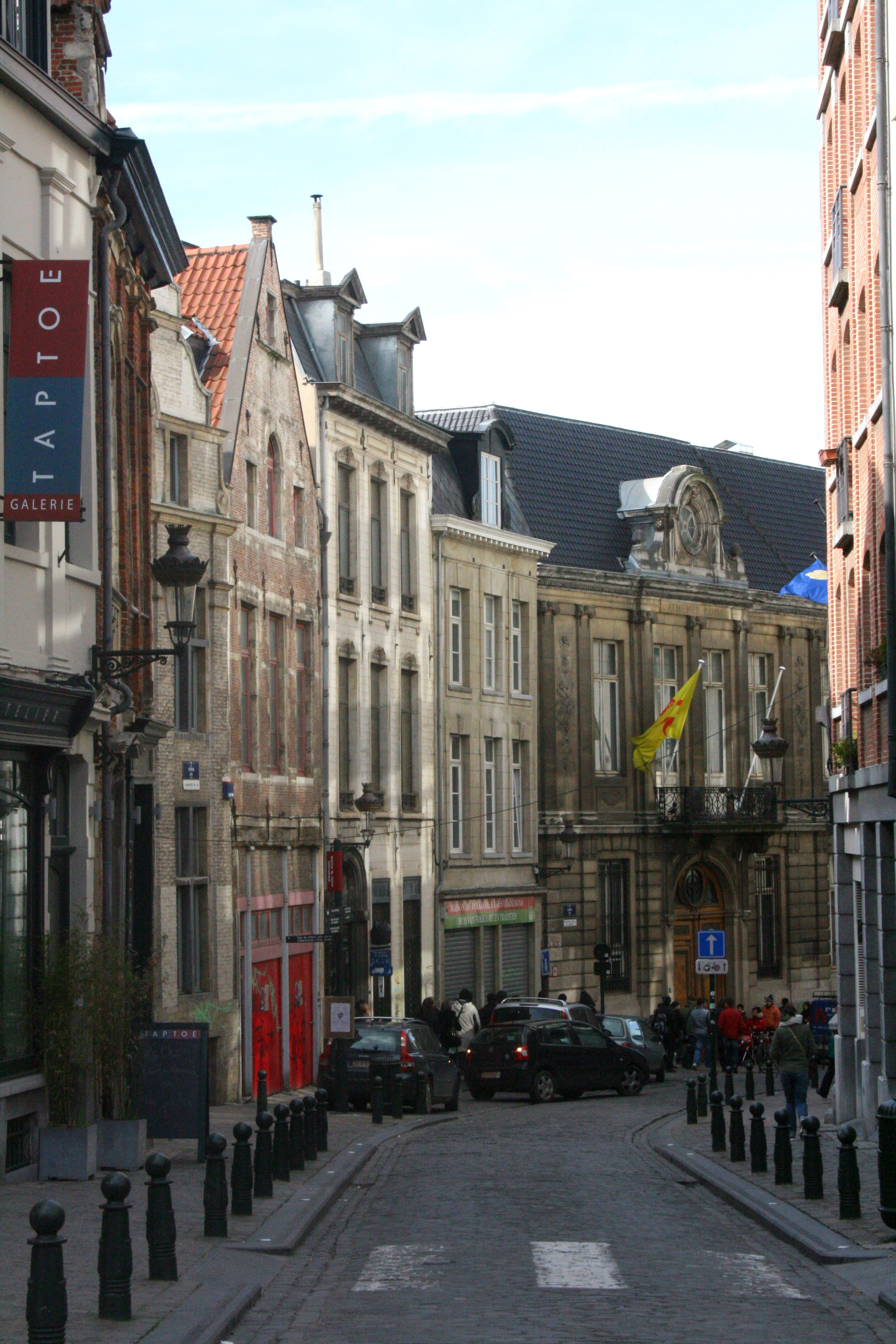
Bovenste deel van de Eikstraat

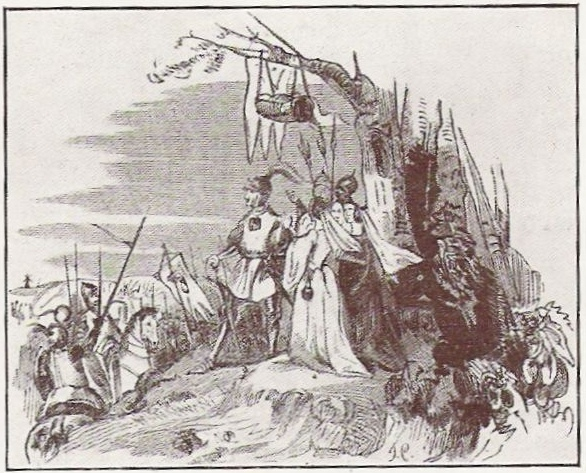
Tijdens de Slag van Ransbeek hing de wieg van de hertogelijke peuter Godfried aan de tak van een eik, die nadien verplant werd en de Eikstraat haar naam gaf (tekening uit 1925 van de legende).

De Eikstraat (Frans: rue du Chêne) in het oude hart van Brussel loopt omhoog van de Stoofstraat naar het Oud Korenhuis. De met kasseien geplaveide eenrichtingsweg overbrugt een hoogteverschil van acht meter.
In april 2018 werd de straat autovrij.

## Geschiedenis
Brussel telde vroeger meerdere Eikstraten. De huidige, die ook de Onze-Lieve-Vrouwbroersstraat omvatte, is in 1340 voor het eerst vermeld als Eyckstraete. Aan de boom die er gestaan moet hebben, waren legendes verbonden over Karel de Grote en hertog Godfried III van Brabant.
De Eikstraat bleef in puin achter na het bombardement van 1695.
Onder het Verenigd Koninkrijk der Nederlanden lag hier het provinciepaleis van Zuid-Brabant, dat geplunderd werd door Belgische revolutionairen in de ochtend van 27 augustus 1830.

## Bezienswaardigheden
Toeristen komen naar de Eikstraat voor Manneken Pis, op de hoek met de Stoofstraat. Hogerop liggen verschillende beschermde huizen en gebouwen:
- nr. 1: Manufactuur A. Vleminckx, gebouwd in 1916 naar een ontwerp van A. De Vleeschouwer.
- nr. 8: Voormalig herenhuis van graaf de Visscher de Celles in Lodewijk XVI-stijl. Het 18e-eeuwse pand werd aangekocht door de stad Brussel in 1864, eerst voor het stedelijk atheneum en later voor de gasdienst (Hôtel du Gaz). Het werd gerestaureerd door Gustave Saintenoy (1865-66) en minder gelukkig door J. Rombaux (1958-59).
- nr. 13-17: Bijgebouw van het Koninklijk Conservatorium Brussel (Franstalige afdeling). Vóór 2002 was hier het atheneum gevestigd, teruggaand op het in 1777 gestichte Theresiaans college. In zijn huidige vorm dateert het gebouw uit 1883-87 (arch. Désiré De Keyser). Aan de achterzijde liggen aanzienlijke resten van de eerste stadsmuur.
- nr. 18-22: 18e-eeuws Hôtel de Limminghe, uitgebreid door Gustave Hansotte (1885-1887) en Georges Hano (1907-1909). In 1823 in gebruik genomen als provinciehuis van Zuid-Brabant. Ook onder Belgisch bewind werd het gebruikt voor de centrale en later provinciale administratie. Tegenwoordig zijn de vier vleugels onderdeel van het Brussels Parlement, waarvan de hoofdingang aan de Lombardstraat ligt.
- nr. 19: In het huis Kleyne Sint-Jooris op de hoek met de gang Rozendal huist sinds 2017 een museum met de kostuums van Manneken Pis.
- nr. 21: Huis met koetspoort Den Engel, in 1767 bewoond door winkelier De Nayer en in de 20e eeuw door boekhandelaar Florent Tulkens.
- nr. 23-25: Huis De Swarte Lelie.
- nr. 27: Voormalige herberg 't Sint-Jan (1696), omgebouwd tot privémuseum door de schilder Philippe Schott en nu eigendom van de Koning Boudewijnstichting.

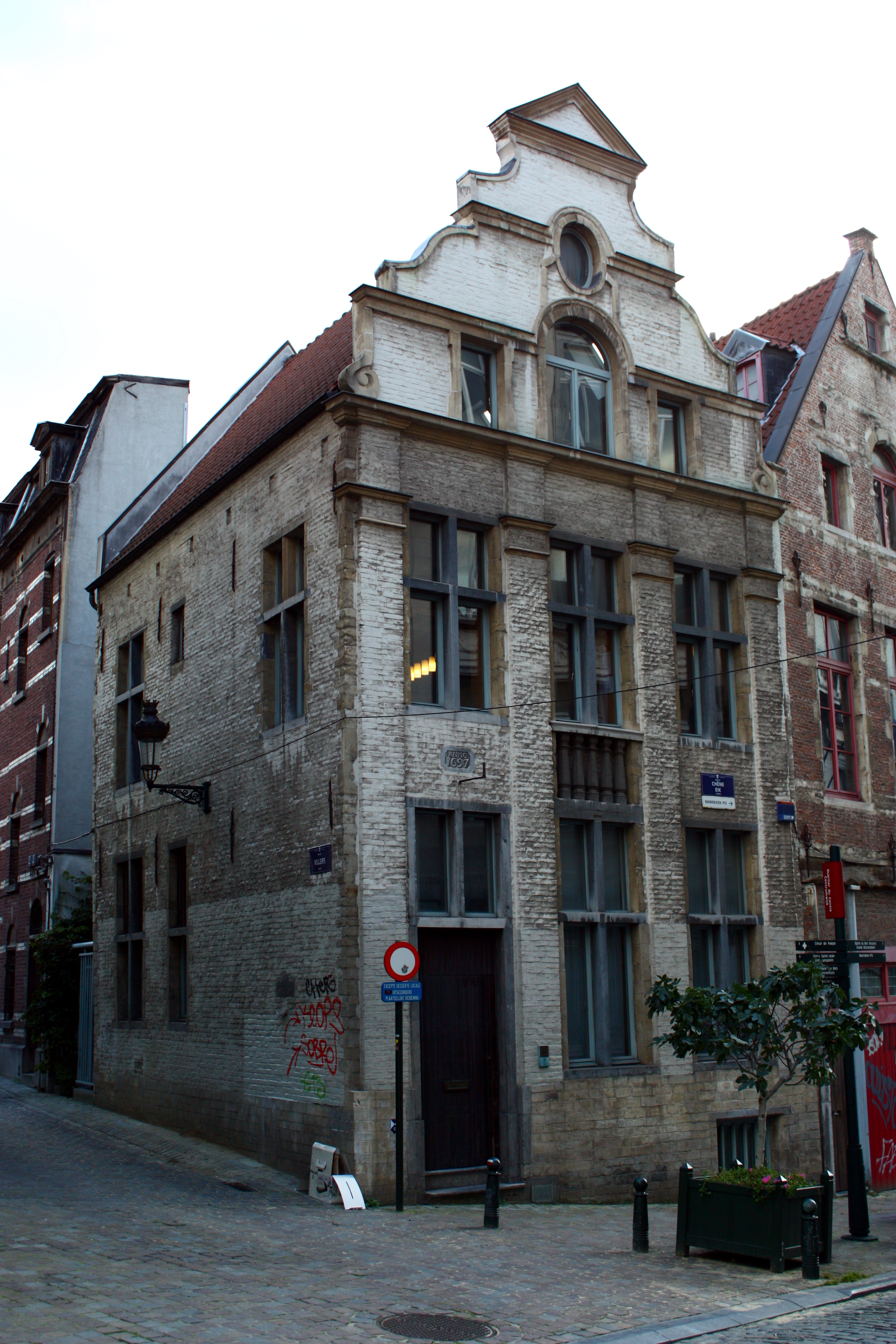
't Sint-Jan
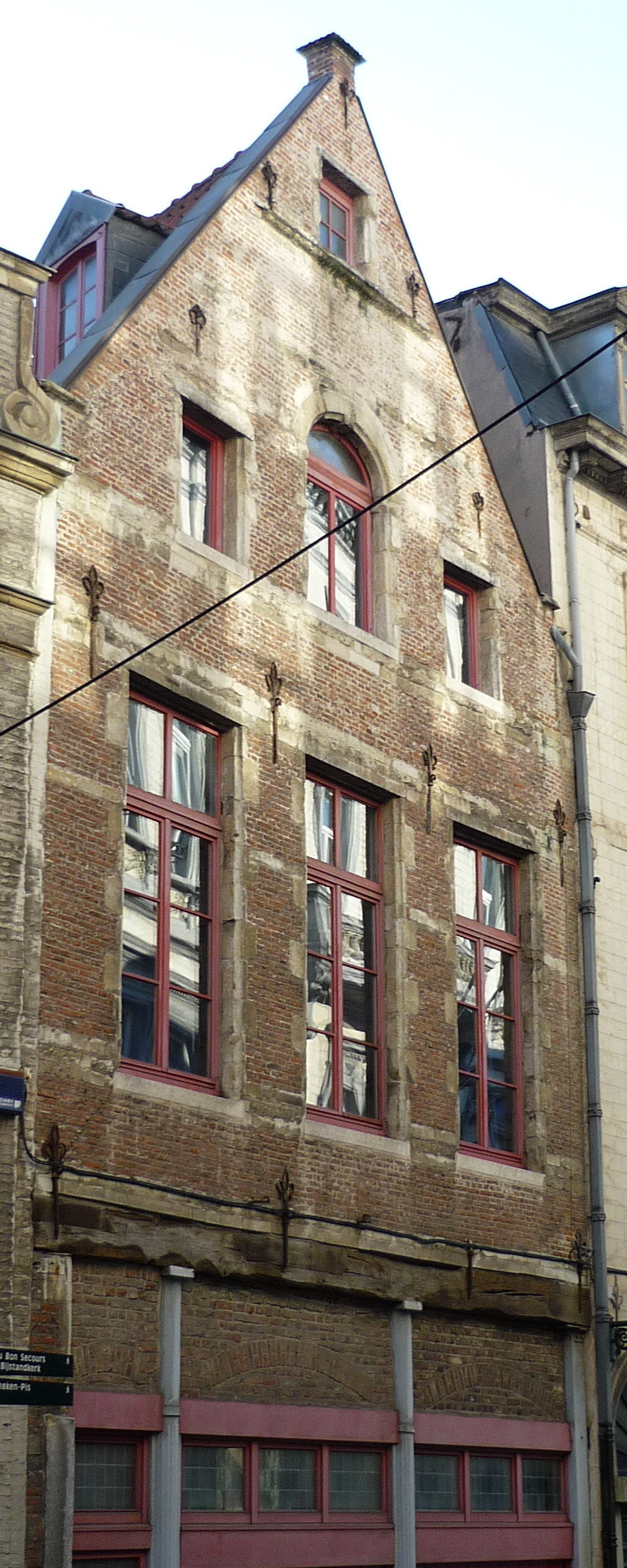
De Swarte Lelie
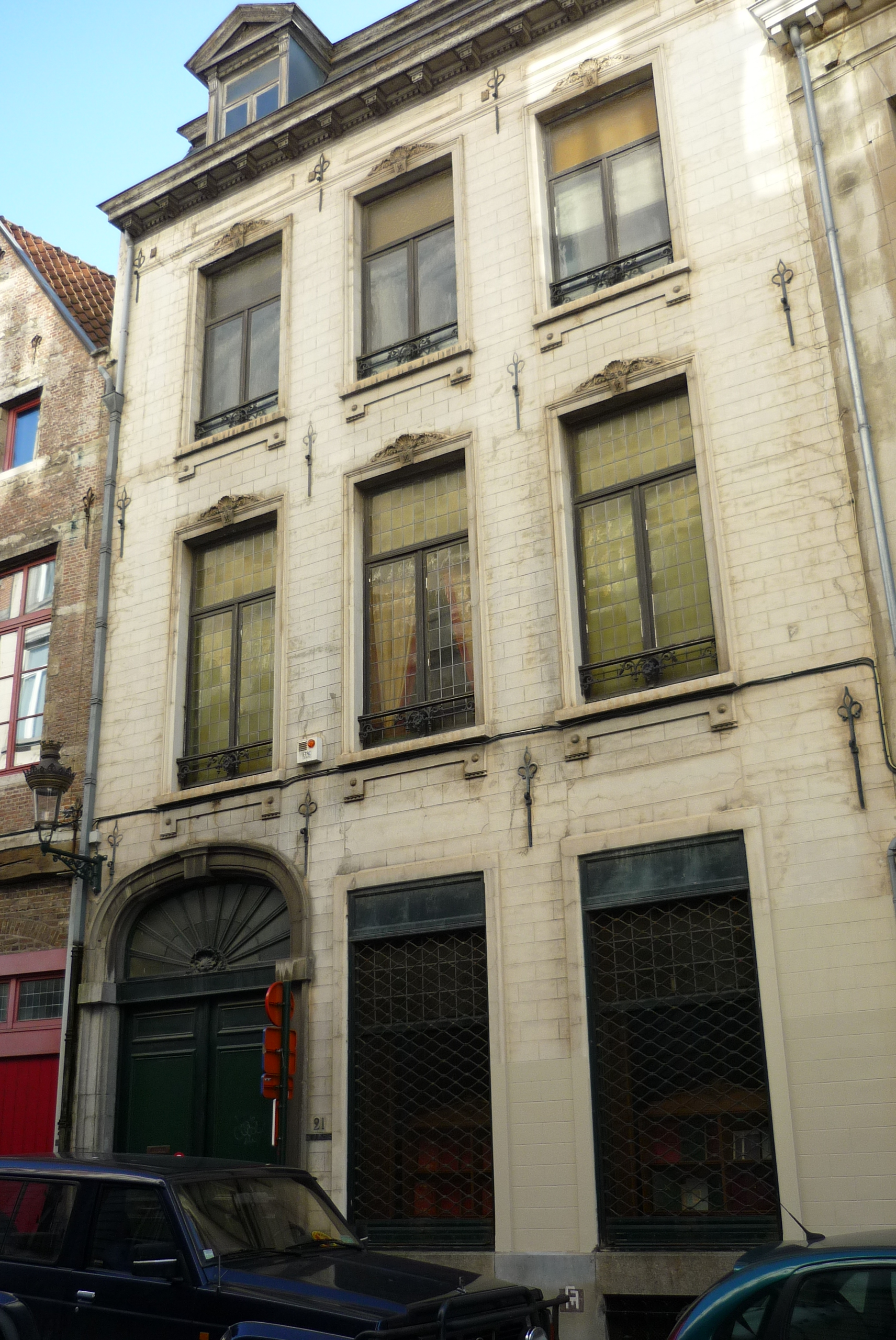
Den Engel
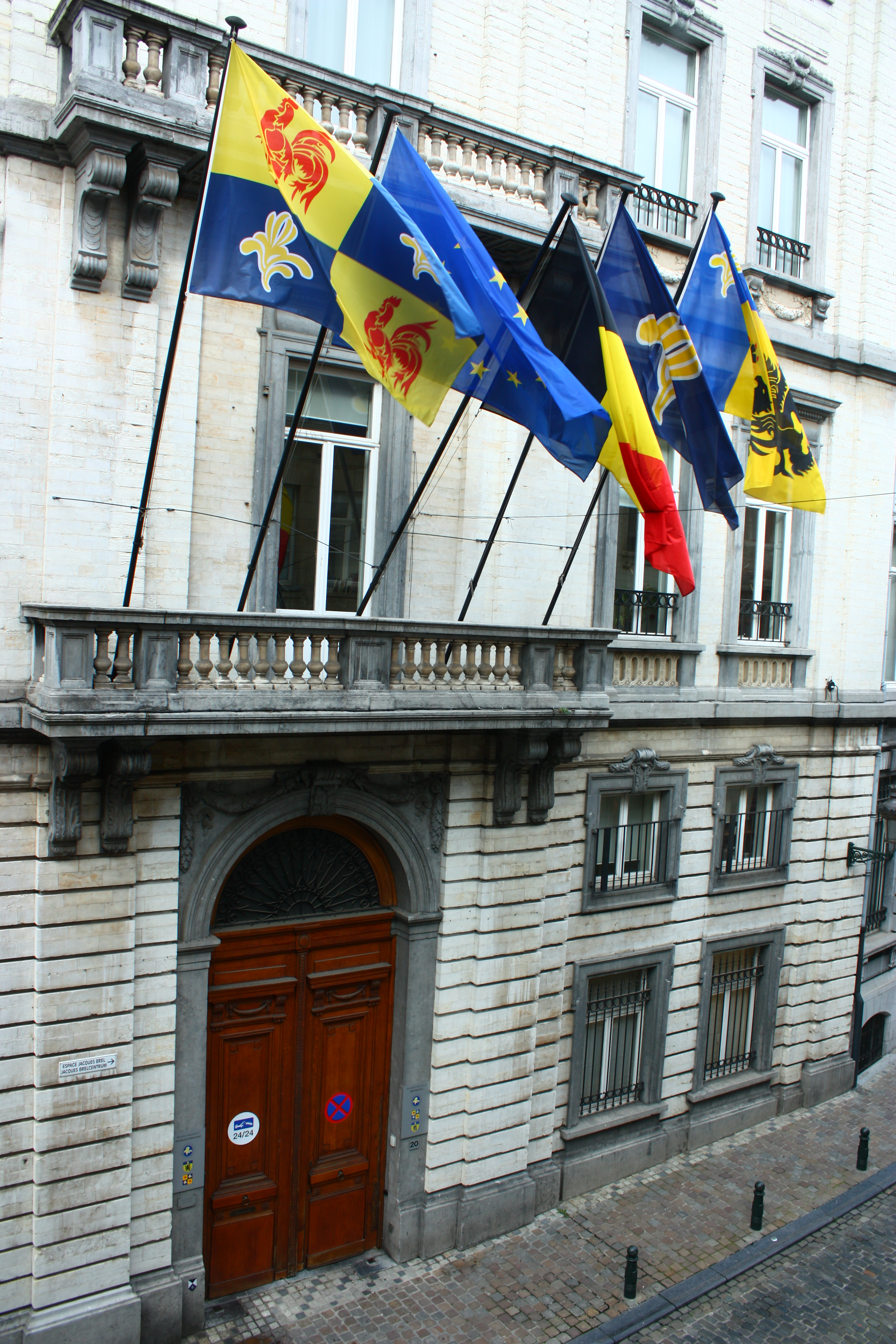
Hôtel de Limminghe

## Street art
De Eikstraat telt een paar grote muurschilderingen: een stripmuur over Roze Bottel uit 1997 en Manneken Peace van HMI, een lid van de hiphopcrew CNN. De gevels van platenwinkel Arlequin zijn versierd met stencils van rockartiesten (Bruce Springsteen, John Lennon, Jim Morrison, Bob Dylan, Jimi Hendrix), gemaakt door de Franse graffitipionier Jef Aérosol.

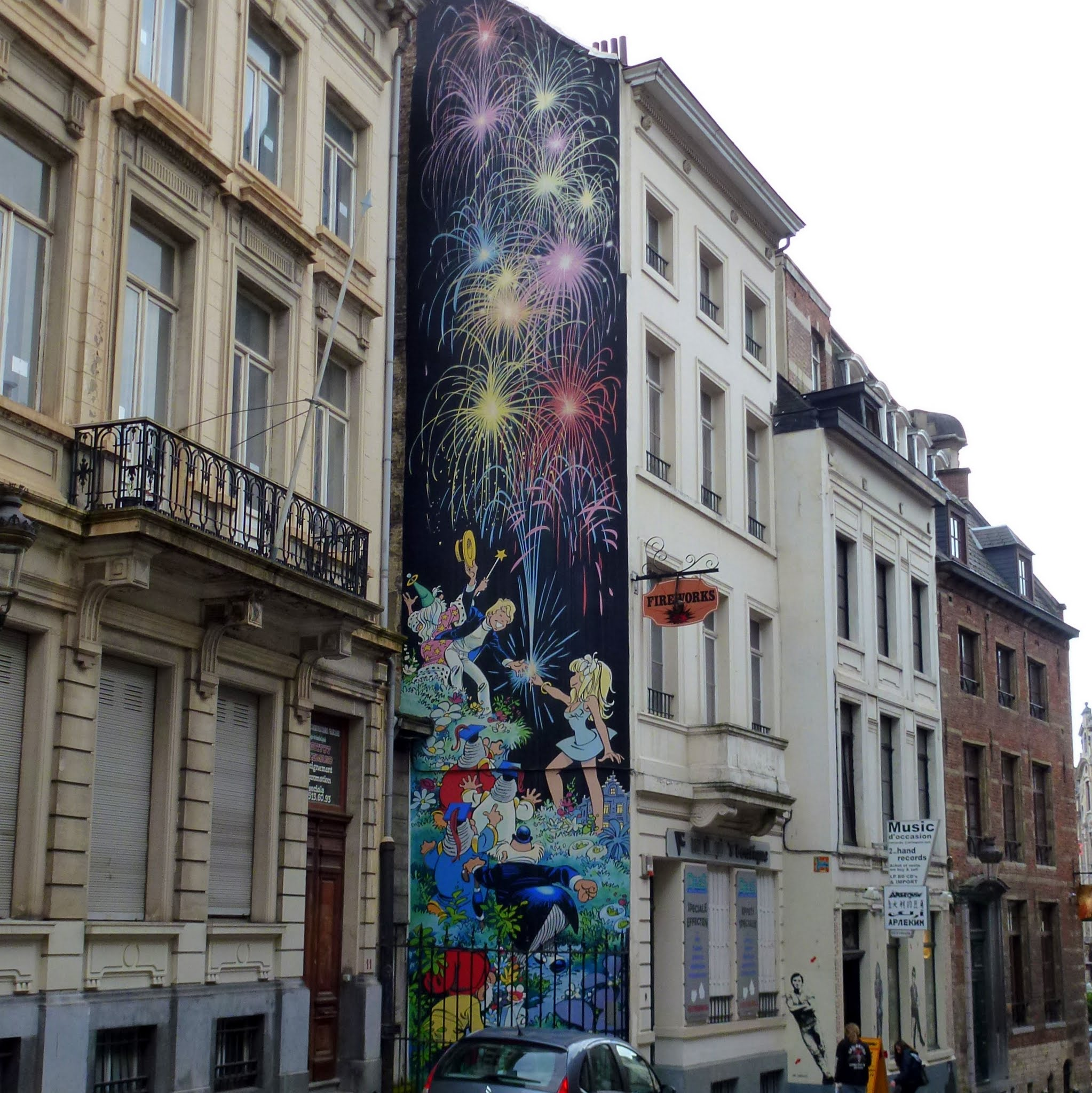
Stripmuur Roze Bottel
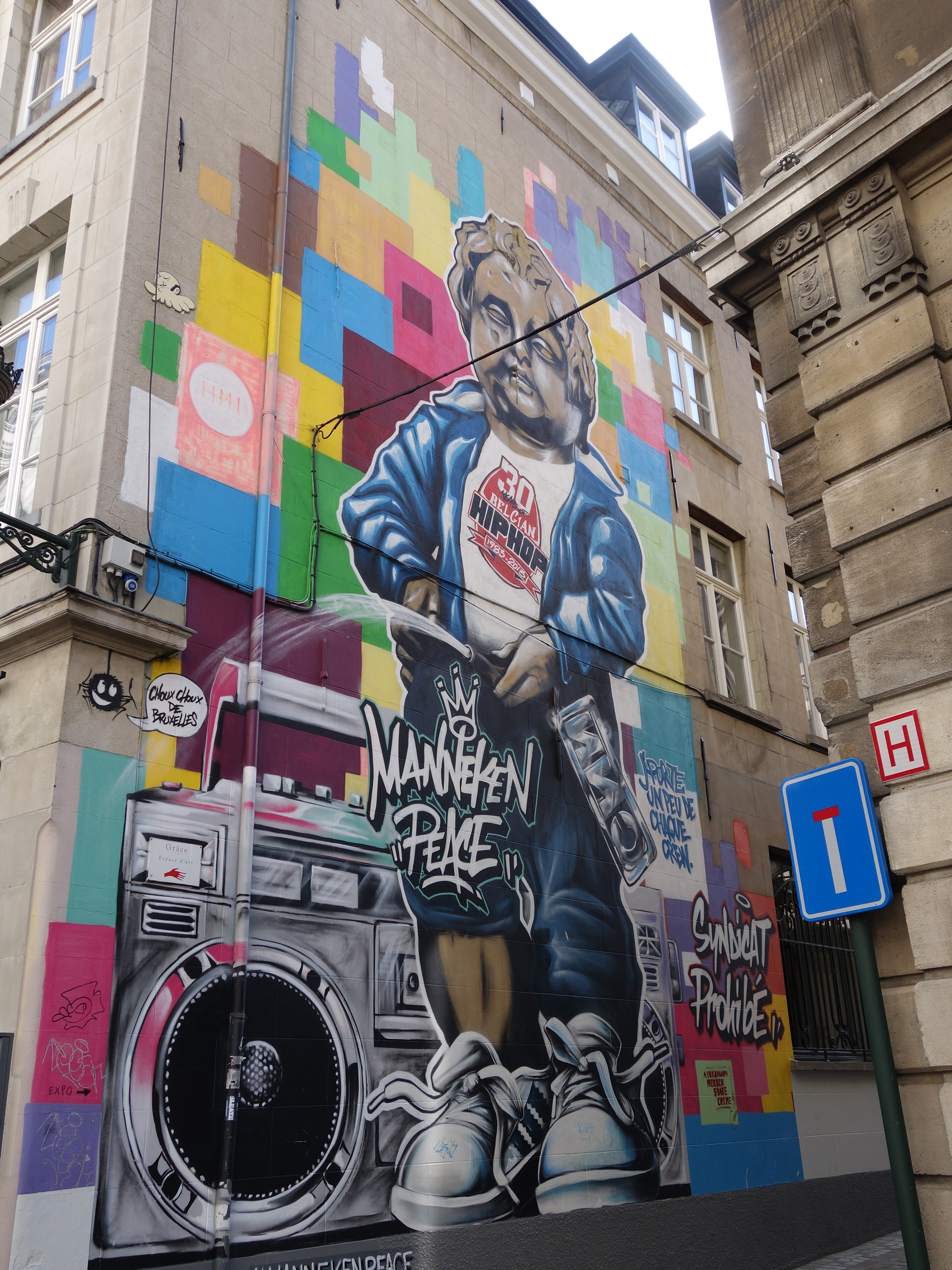
Manneken Peace
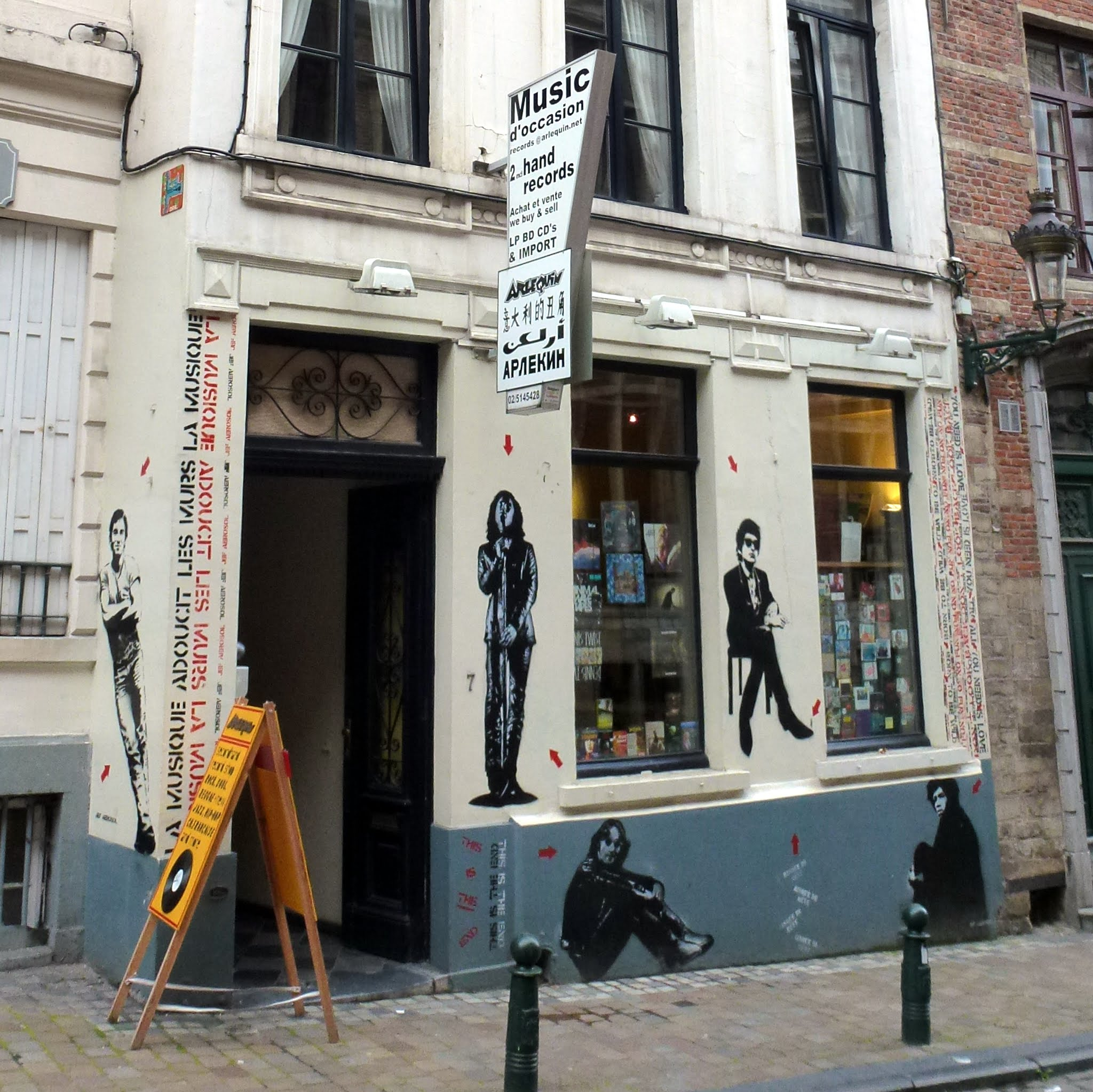
Arlequin

## Voetnoten
1. ↑  Straten rond Manneken Pis worden autovrij, BRUZZ, 13 april 2018. Gearchiveerd op 16 juni 2018.
2. ↑  Bram Vannieuwenhuyze, Brussel, de ontwikkeling van een middeleeuwse stedelijke ruimte , Proefschrift Geschiedenis, Universiteit Gent, 2008, p. 867. Gearchiveerd op 28 augustus 2021.
3. ↑  Frederik Janssens, Straatnaamgeving in de Middeleeuwen. Brussel 13de-16de eeuw, onuitgegeven licentiaatsverhandeling, Vrije Universiteit Brussel, 1983, p. 90